# Alfred Bayer
Alfred Bayer (10. února 1859, Karlovy Vary – 3. března 1916, Karlovy Vary) byl architekt a stavitel činný ve Vídni a Karlových Varech. Navrhoval stavby převážně ve stylu historismu. V Karlových Varech patřil k předním nejen tvůrčím osobnostem města, byl též členem karlovarské městské rady a poradcem města ve věcech stavebních. Pocházel ze slavné rodiny výrobců karlovarských oplatek značky Bayer.

## Život

### Mládí a studium
Narodil se 10. února 1859 v Karlových Varech v ulici Pod Jelením skokem v domě Walter Scott. Jeho otec Michael Bayer byl karlovarským policistou, tehdy jediným ve městě, a matka Barbara, roz. Nasler, pocházela z Lubence. Po ukončení základní školní docházky v Karlových Varech vystudoval vysokou stavebně-technickou školu v německém Holzmindenu ve Vestfálsku. Studium architektury absolvoval na tehdy německé Vysoké škole technické v Praze u architekta Josefa Zítka. Kariéru stavitele zahájil v roce 1887 a v následujícím roce získal stavitelskou licenci.

### Ve Vídni
Po ukončení studia na vysoké škole odešel do Vídně, kde se oženil s rodilou Vídeňačkou a založil rodinu. Měli dva syny.
V letech 1888–1910 pracoval jako architekt a stavbyvedoucí v ateliéru Fellner & Helmer a získal zde vysoké odborné renomé. Působil např. na pozici vedoucího stavby Volksoper či Raimundtheater ve Vídni nebo městského divadla v Ústí nad Labem. Mnohé z projektů byly realizovány i v Karlových Varech, mj. slavnostní sál Grandhotelu Pupp a zřejmě i dům Quisisana. Autorsky se podílel na výstavbě Zítkovy Mlýnské kolonády.
V letech 1884–1886 dohlížel na stavbu karlovarského městského divadla. Zde se zasadil o elektrické osvětlení z vlastního generátoru, což bylo ve své době technickou novinkou. Divadlo mělo vůbec první elektrické osvětlení v Karlových Varech. Alfred Bayer dal pak před budovou vztyčit dva sloupy s lampami, které celé prostranství osvětlovaly. Pro místní obyvatele i lázeňské hosty to bylo skutečnou atrakcí.

### Zpět v Karlových Varech

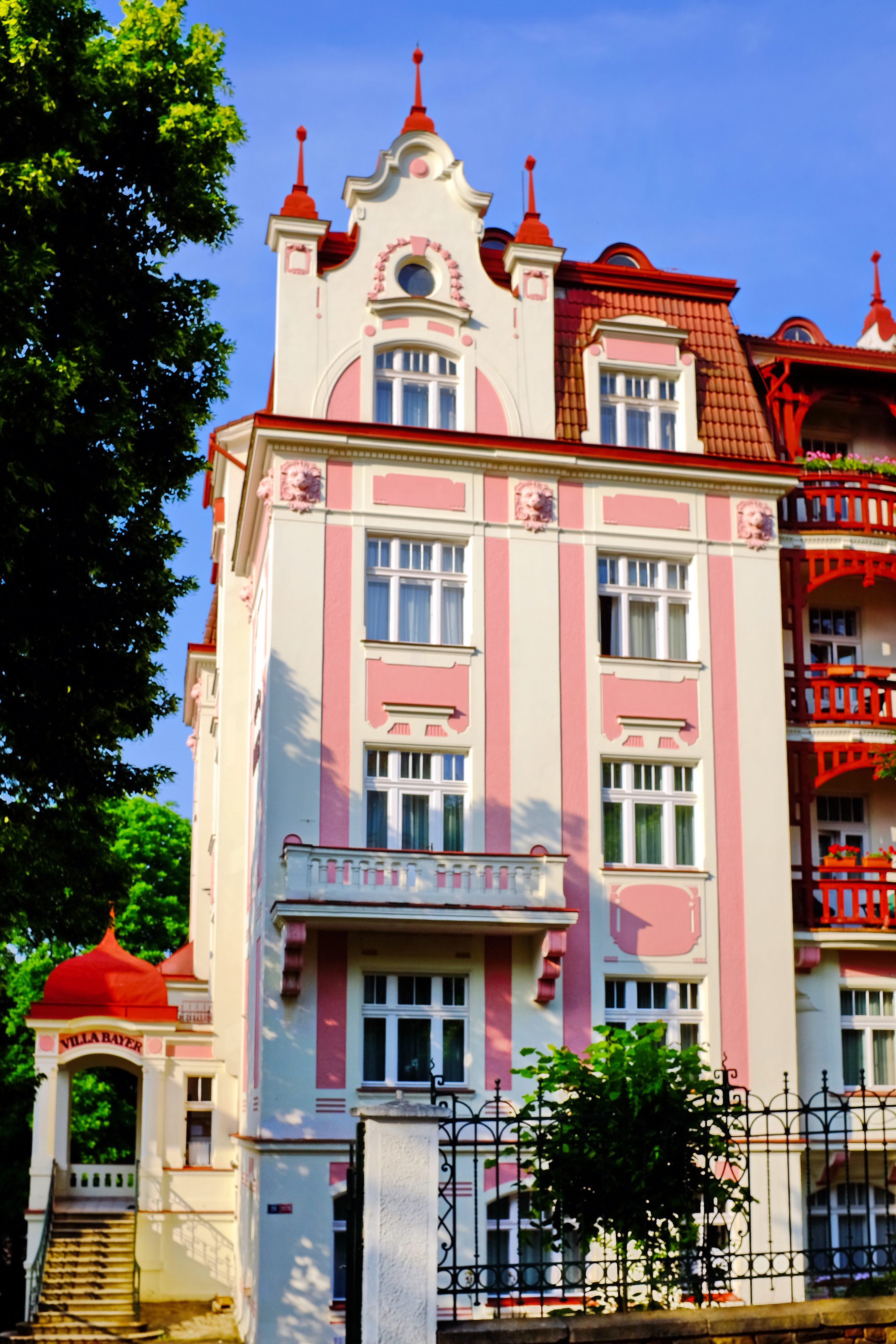
Vila Bayer, Karlovy Vary, ulice Krále Jiřího, foto červen 2019

V roce 1911 se vrátil do Karlových Varů a otevřel vlastní projekční kancelář a navrhoval i stavěl pozoruhodné budovy. Jednou z jeho prvních prací byl čestný hrob zesnulého starosty Johanna Petera Knolla. Následovalo několik hotelů, základní škola, obytné budovy a vily. Též si zde v tehdejší Eduard Knoll-Strasse (dnes ulici Krále Jiřího) 20, č. p. 1178, nechal podle svého projektu postavit vlastní vilu. Objekt nese jeho jméno – vila Bayer. Jako městský architekt a vážený občan zastával též funkci člena městské rady.
Tvořil ve stylu pozdního historismu, často používal spojení novorenesance s novobarokem a uplatňoval manýristické detaily. Jeho zásluhou získaly Karlovy Vary lehký architektonický ráz.
Alfred Bayer onemocněl tvrdnutím jater (Cirhosis hepatis) a dne 3. března 1916 ve věku 57 let ve své karlovarské vile zemřel. Dne 6. března byl pohřben na Ústředním hřbitově v Karlových Varech v Drahovicích. Podle Karlsbader Zeitung jeho manželka Leopoldina (89) žila ještě v roce 1964 ve Stuttgartu v plné duševní svěžesti.

## Dílo (výběr)

### Stavba v Lublani
- Vila Heinrich Wettach, Prešernova cesta 31 (1897)

### Stavby ve Vídni
- Dům ve Vídni 6, Strohmayergasse 7 (1899)
- Mietpalais ve Vídni 4, Brahmsplatz 1 (1900)
- Volksoper (1908)
- Raimundtheater (1908)
- Továrna, Vídeň 3, Baumgasse 42 (1900–1910)

### Stavba v Ústí nad Labem
- Městské divadlo

### Stavby v Karlových Varech
- Čestný hrob starosty Johanna Petera Knolla
- Hotel Bílý lev, Tržiště 36/21 (stržen 1985)
- Stadt Gotha čp. 472 a Quirinal 995/23, později Moskva a Neapol, dnes součástí hotelu Carlsbad Plaza, Mariánskolázeňská 19 až 23, projekty
- Quisisana Palace, Mariánskolázeňská 298/3 (1883), projekt
- II. obecná škola v Chebské ulici (1883–1884), (po druhé světové válce byla přejmenována na školu Jana Amose Komenského), zbořena v roce 1967 kvůli výstavbě hotelu Thermal
- Městské divadlo, jako architekt ateliéru Fellner & Helmer (1884–1886)
- Městský dům, původně Stadthaus, Lázeňská 19/1 (1892–1893), projekt
- Anglický dvůr, později Excelsior, Sadová 958/30 (1892–1893), projekt
- Vila Charlotte, Petra Velikého 928/4 (1893), projekt; realizaci firma Damiana A. Klemma
- Vila Rusalka, dříve Vila Klemm, Petra Velikého 1020/12 (1893), projekt; realizaci firma Damian A. Klemma
- Výletní kavárna Myslivna, původně Jägerhaus, v karlovarských lázeňských lesích (1894), projekt
- Dům Petr Veliký, původně Roter Adler, Stará louka 338/42 (1894), projekt společně s Josefem Waldertem; realizaci Josef Waldert
- Dům Jiskra, původně Město Milano v Karlových Varech, Mariánskolázeňská 301/1 (1893–1895), stavební plány podle projektu Emanuela Grimma a stavební dozor, realizaci Josef Waldert
- Vila Kleopatra, původně vila Waldert v areálu Savoy Westend, Petra Velikého 990/14 (1897), projekt; realizaci Josef Waldert
- Hotel Savoy Westend, později Thomayer, pak znovu Savoy Westend, Petra Velikého 583/16 (1897), projekt; realizaci Josef Waldert
- Dům Pasteur, dnes součástí lázeňského komplexu Astoria, Vřídelní 95/25 (1897), projekt
- Dům Červená hvězda, dnes součástí lázeňského komplexu Astoria, Vřídelní 92/21 (1897), projekt
- Dům Split, původně Stadt Bremen, později Ester, Tržiště 388/43 (1897), projekt(?)
- Dostihové závodiště ve Dvorech, včetně tří tribun, věže rozhodčích, vážnice a stájí (1899), projekt
- Dům Olympic Palace, původně Germania, později lázeňský dům Marx, lázeňský dům Olympic, Zámecký vrch 618/41 (1908?), dokončení finálního projektu
- Vila Bayer, vlastní obytná budova dle svého projektu, Krále Jiřího 1178/20 (1908–1909), projekt i realizaci
- Vila Fink, Krále Jiřího 1181/16 (1908–1909), projekt
- Komerční banka, dříve Österreichisch-Ungarische Bank, roh ulic Bělehradská a Západní, nám. Republiky čp. 1229 (1912–1913), projekt(?)
- Hotel Atlantic, Tržiště 37/23 (1912–1914), Alfred Bayer spolupracoval na přípravě projektu
- Dům Esplanade, původně Deutsches Haus, později Horův dům, Stará louka 374/4 (1913), projekt

## Galerie

Stavby, které Alfred Bayer projektoval, vedl jejich výstavbu nebo prováděl odborný dozor
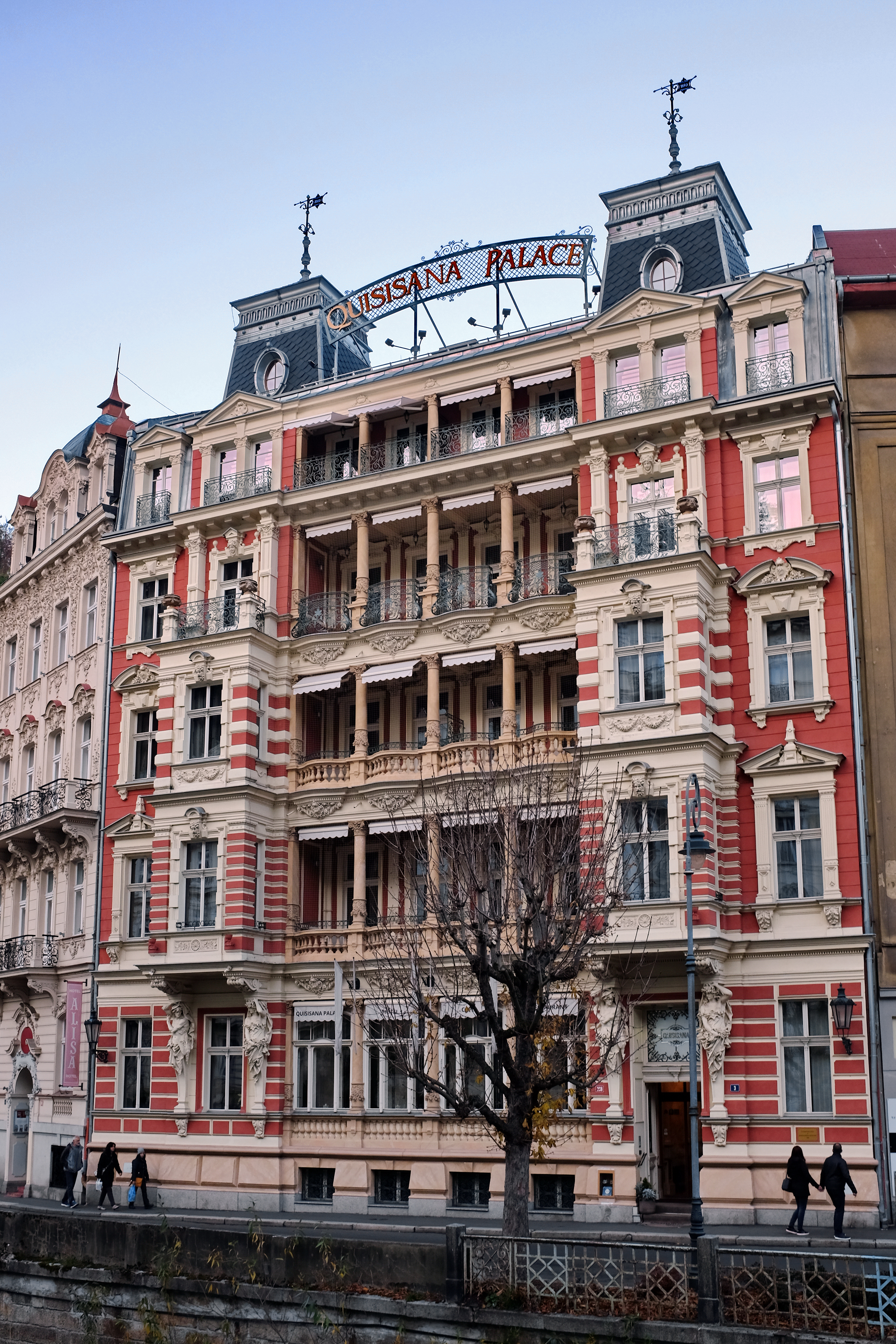
Quisisana Palace (1883), projekt
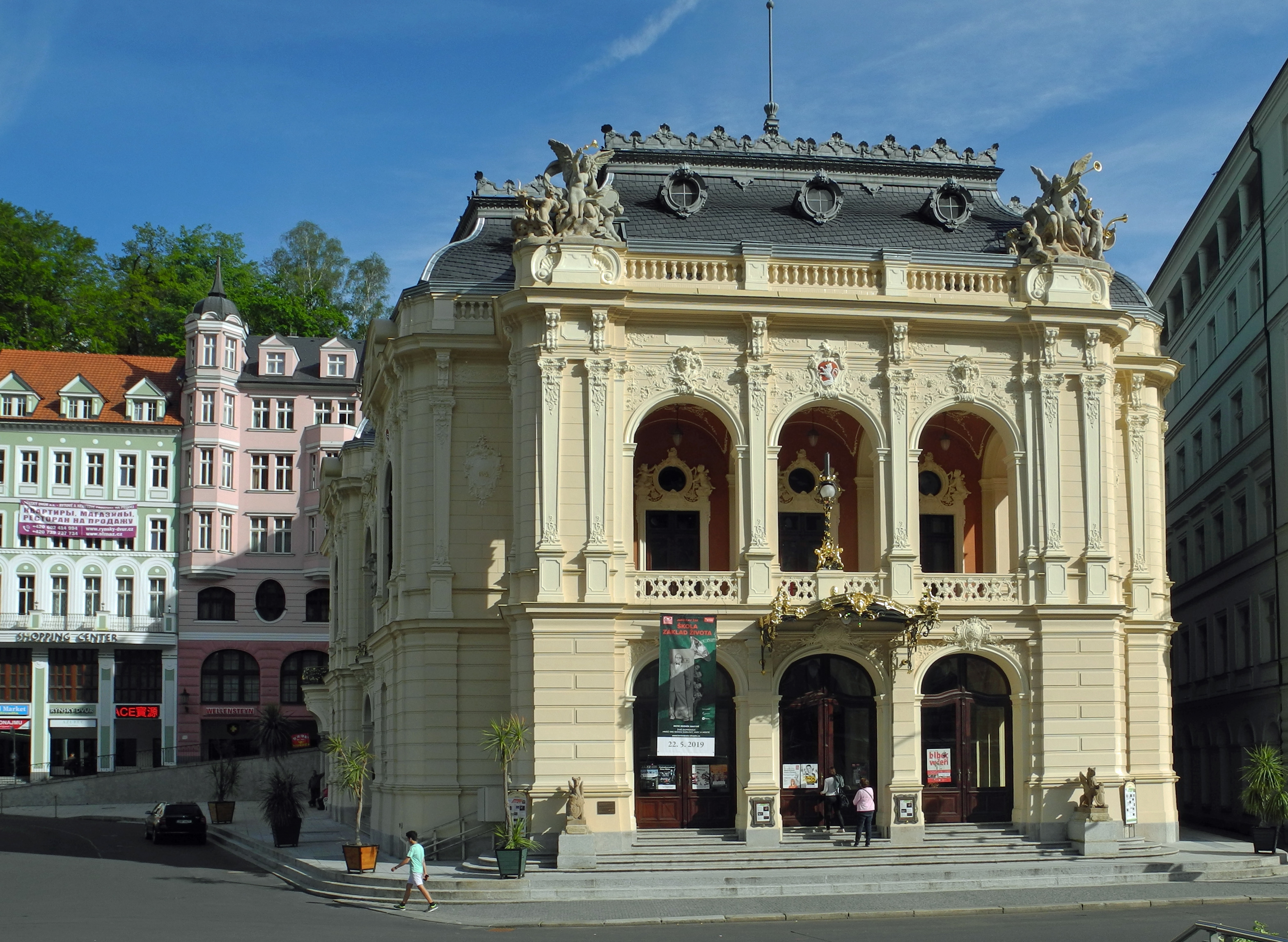
Městské divadlo v Karlových Varech, jako architekt ateliéru Fellner & Helmer (1884–1886)
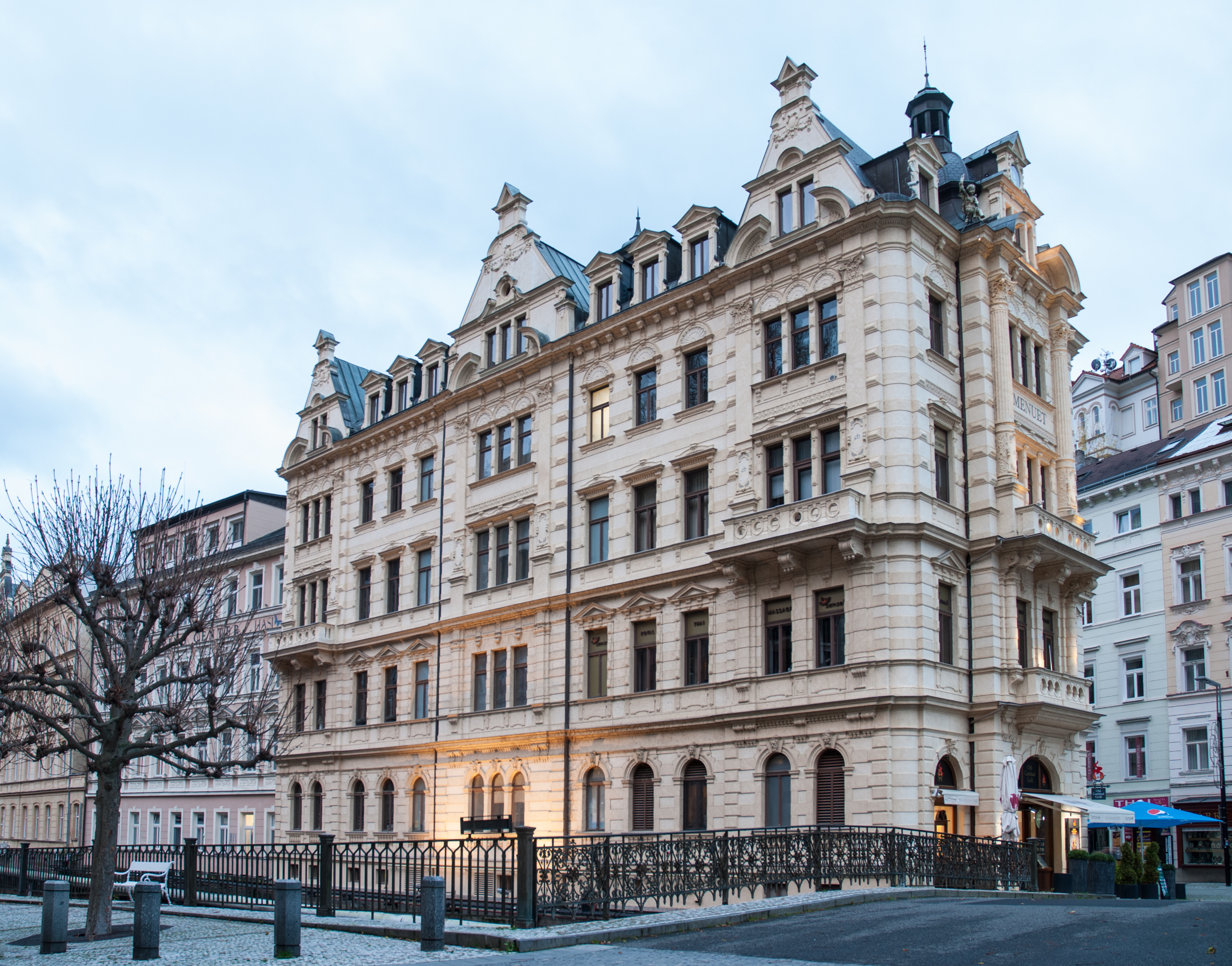
Městský dům/Stadthaus v Karlových Varech (1892–1893), projekt
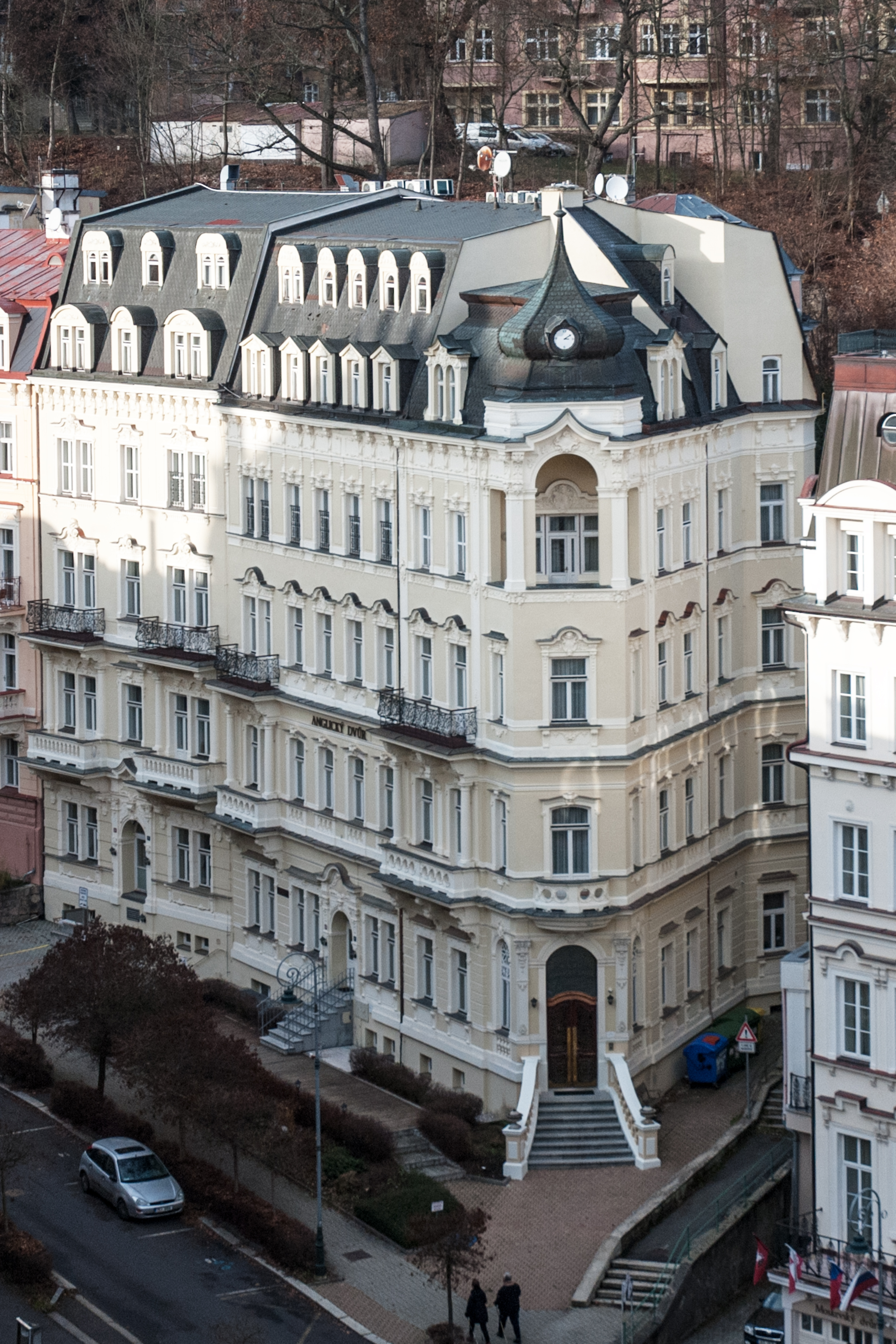
Hotel Anglický dvůr (1892–1893), projekt
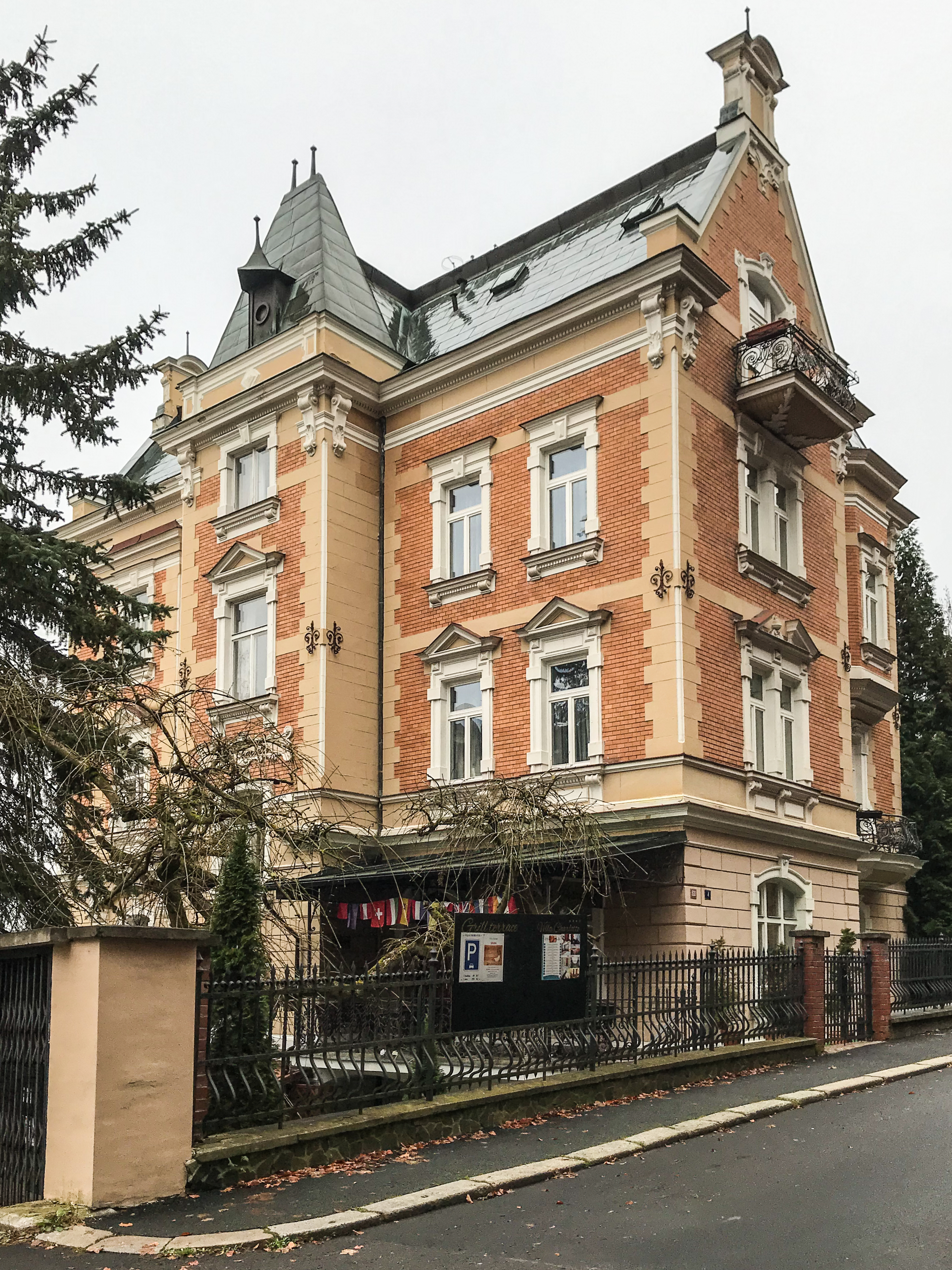
Vila Charlotte 1893, projekt
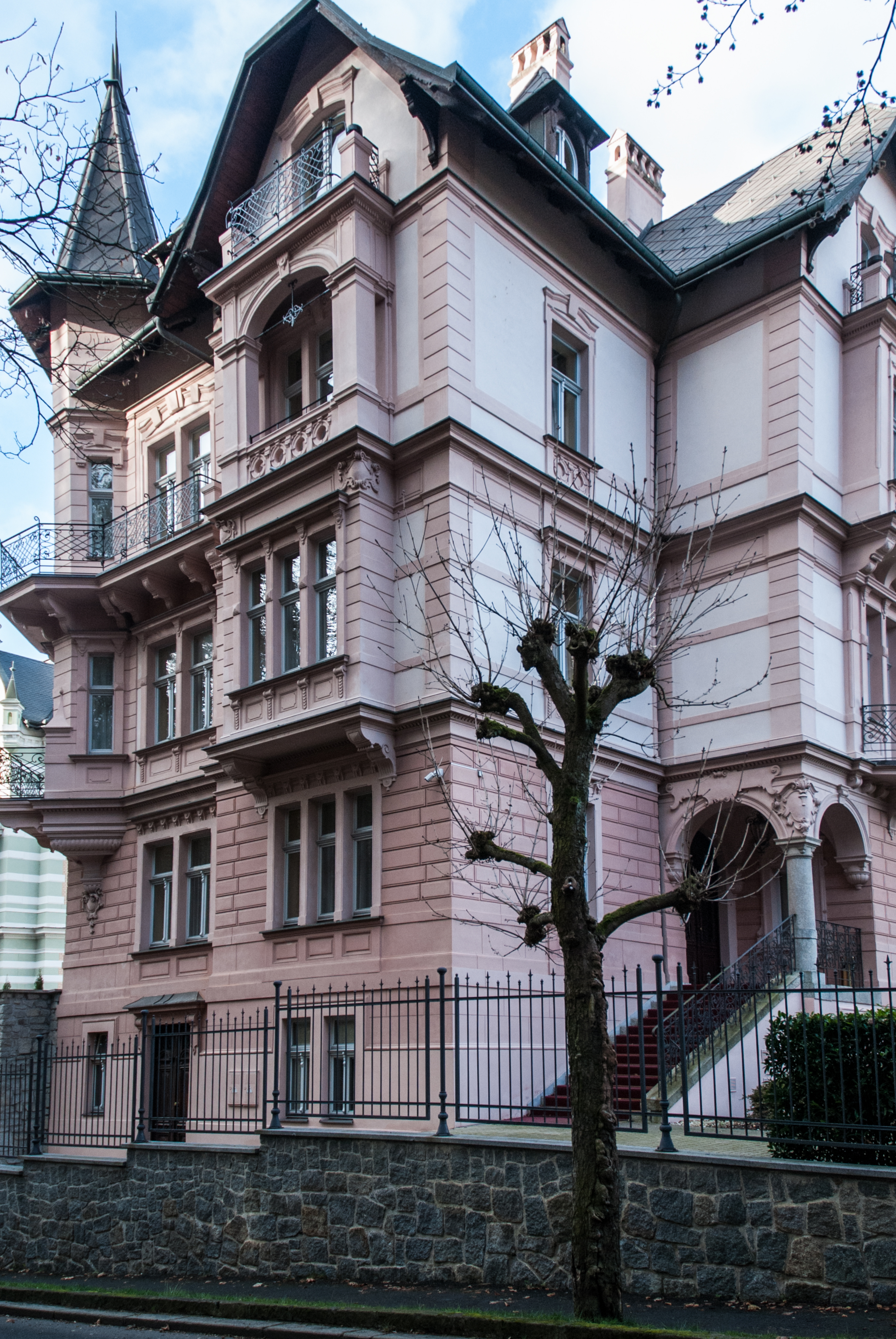
Vila Rusalka (1893), projekt
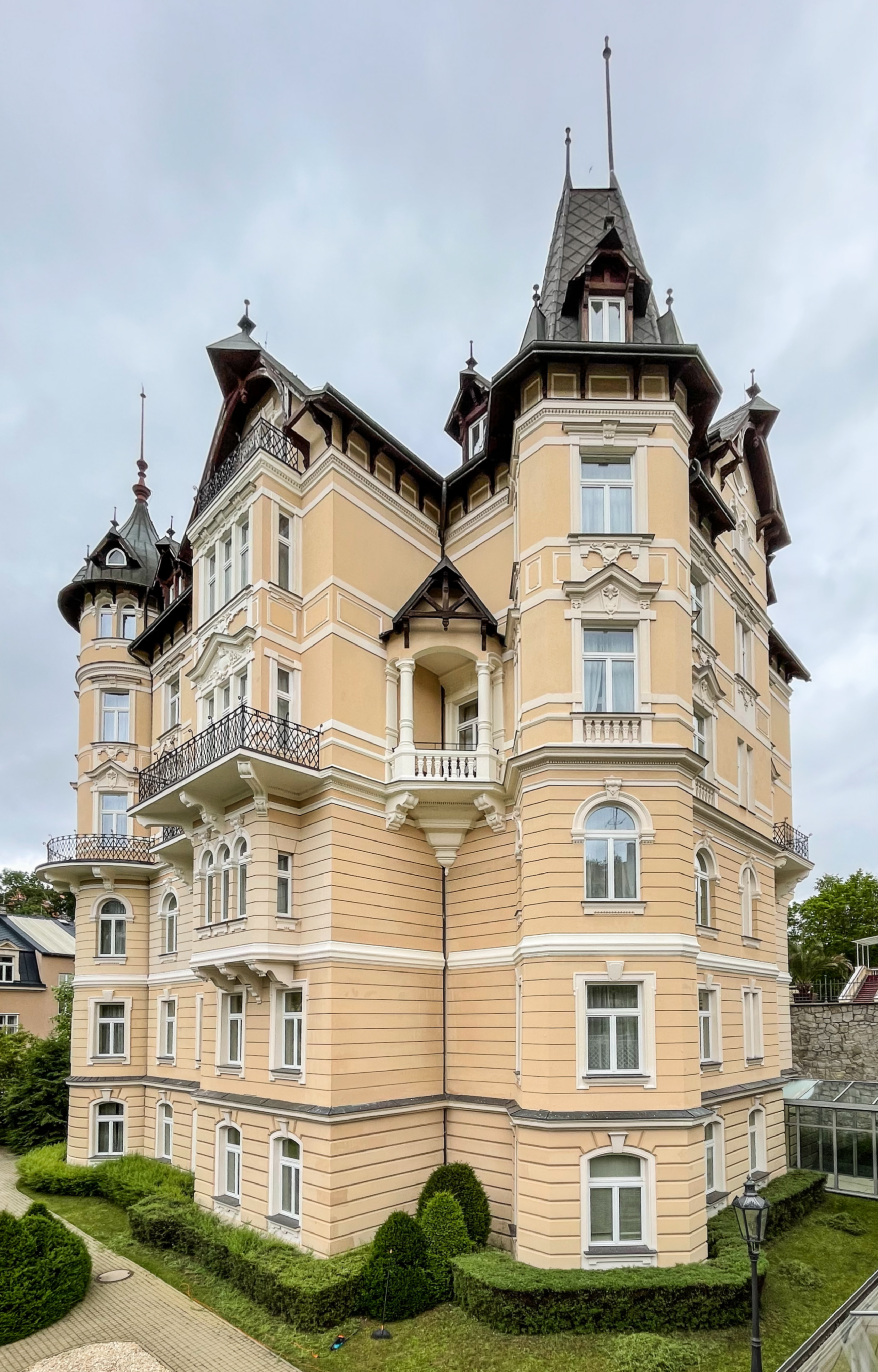
Vila Kleopatra (1893), projekt
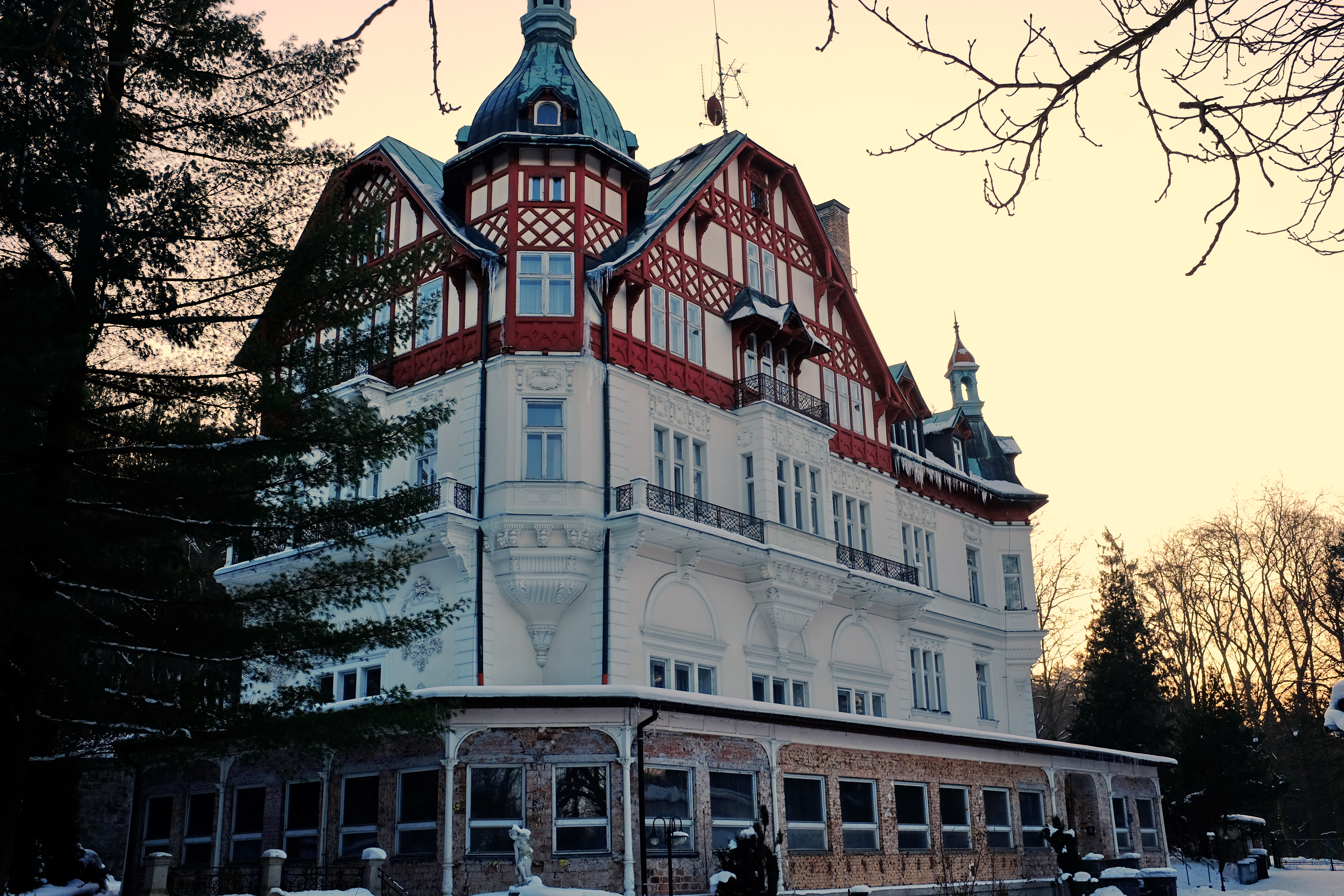
Myslivna v Karlových Varech (1894), projekt
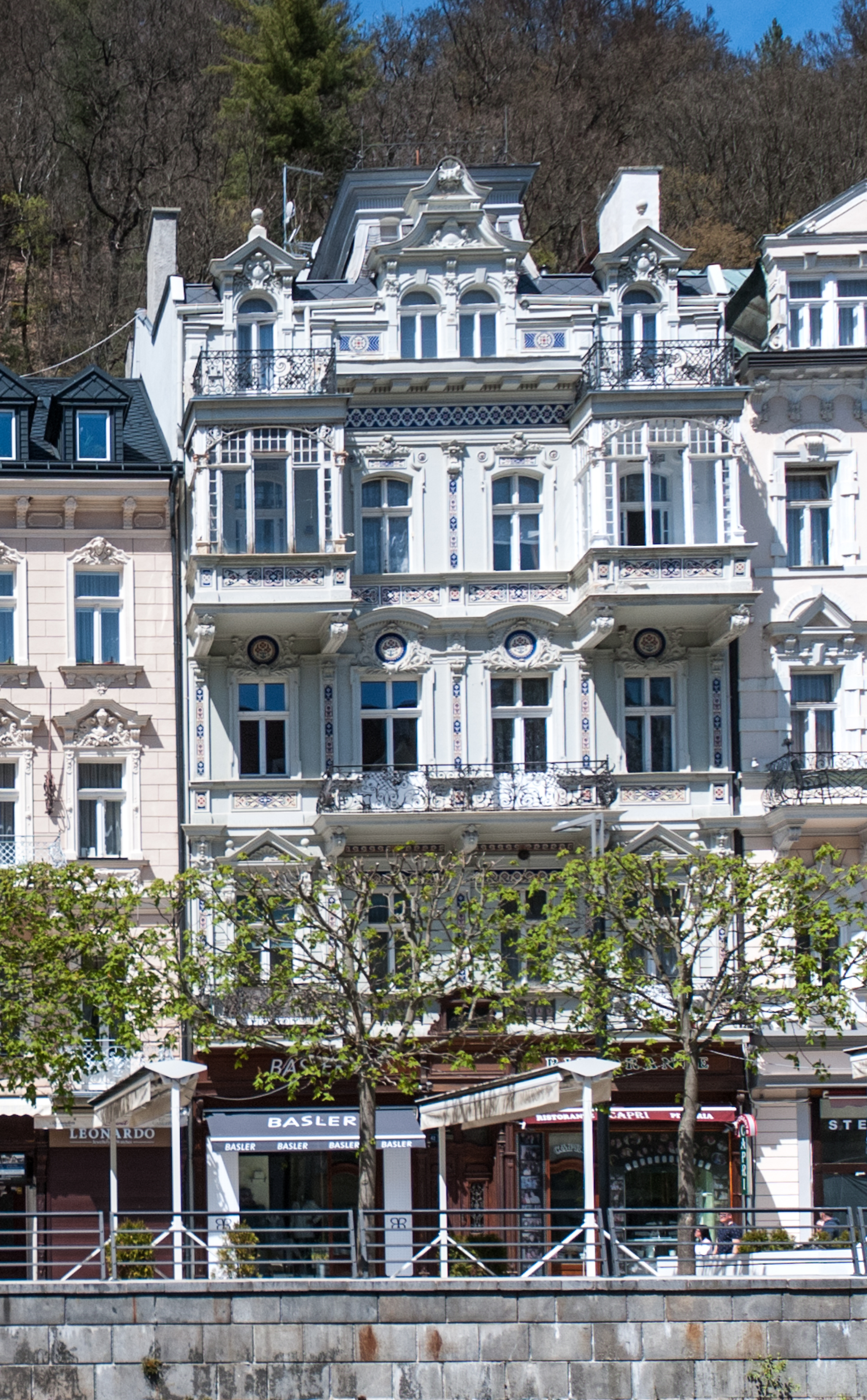
Dům Petr Veliký v Karlových Varech (1894), projekt společně s Josefem Waldertem
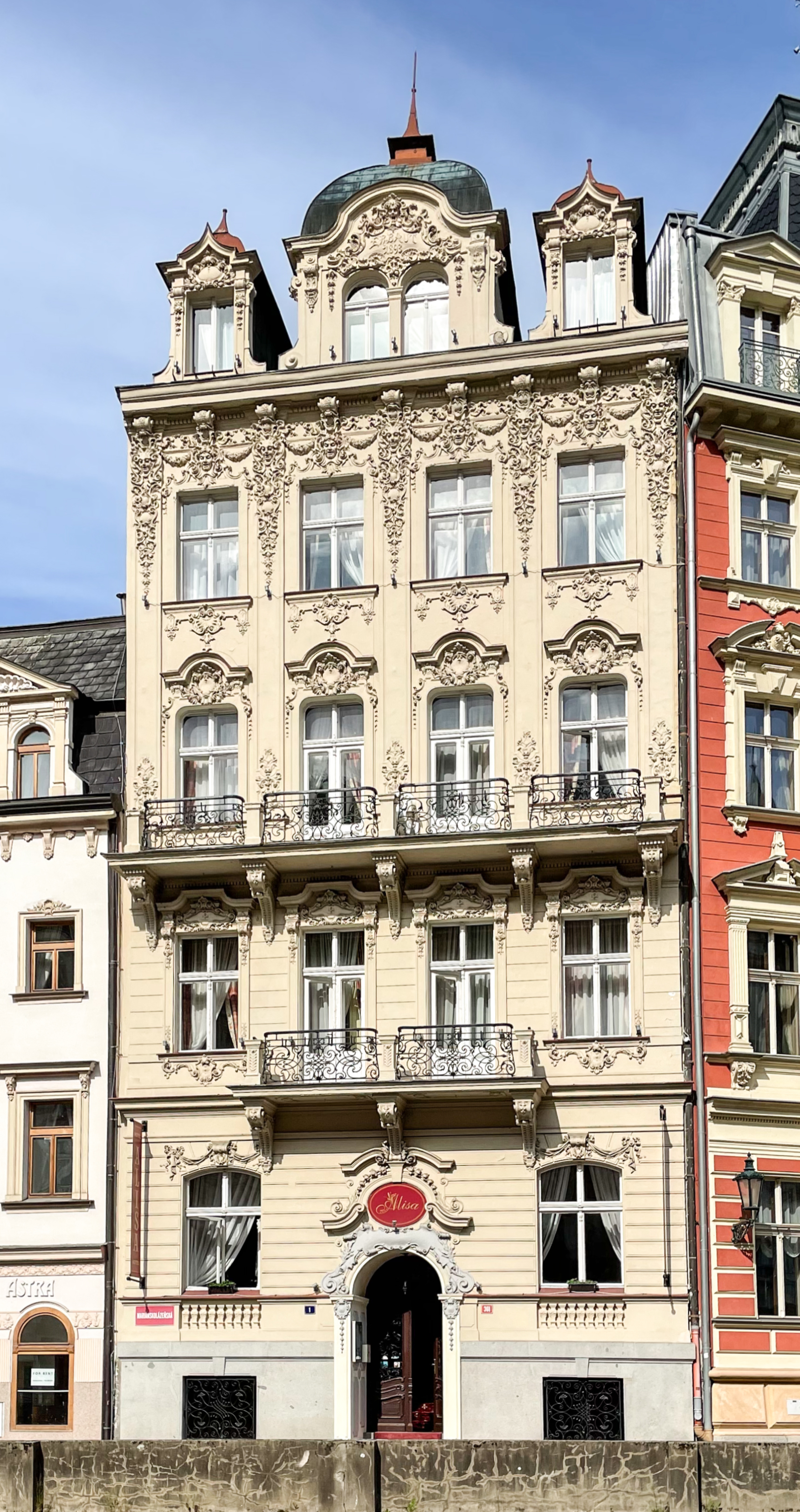
Dům Jiskra/Město Milano (1895), stavební plány podle projektu Emanuela Grimma a stavební dozor, realizace Josef Waldert
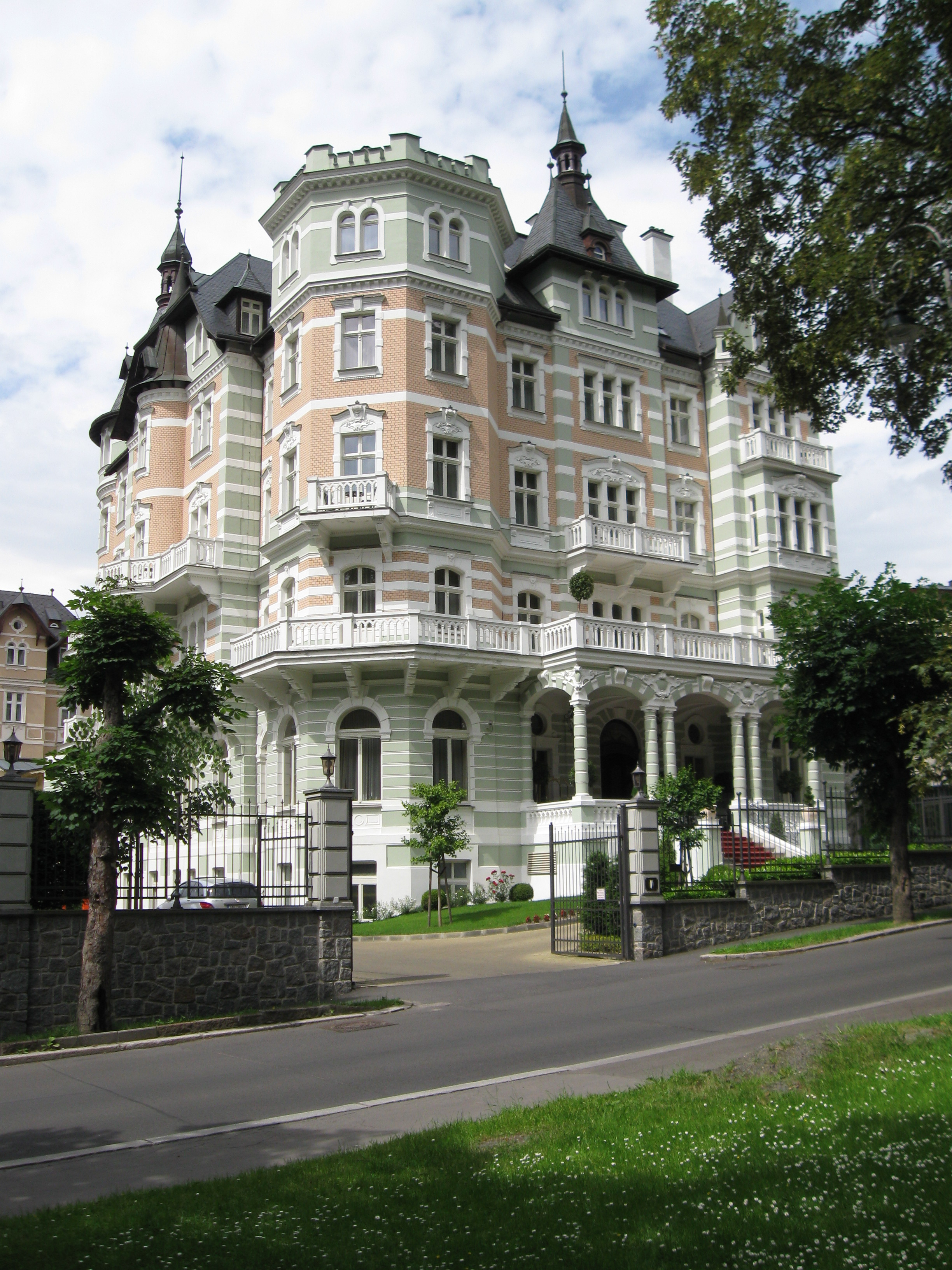
Hotel Savoy v Karlových Varech (1897), projekt
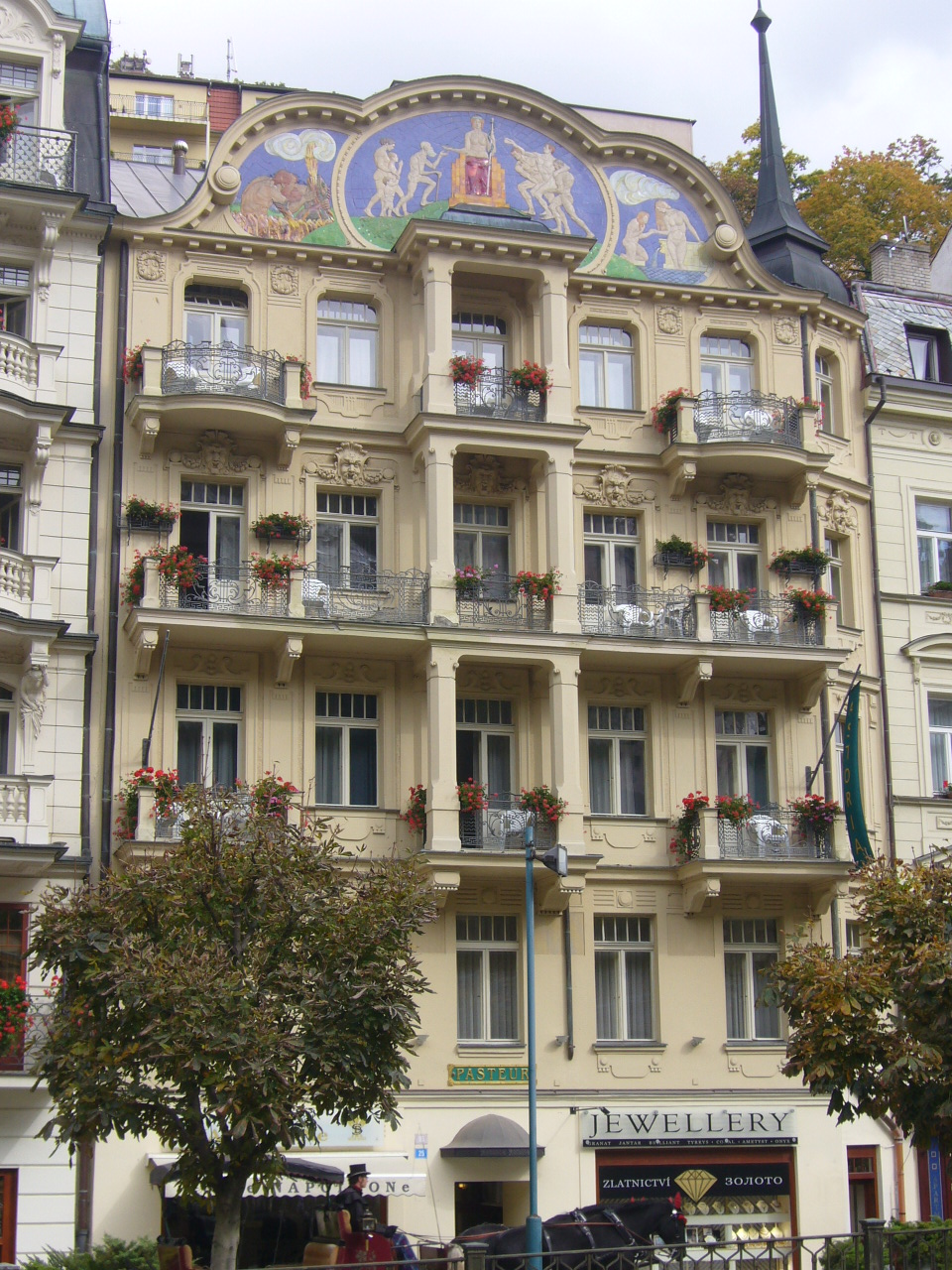
Hotel Pasteur v Karlových Varech (1897), projekt
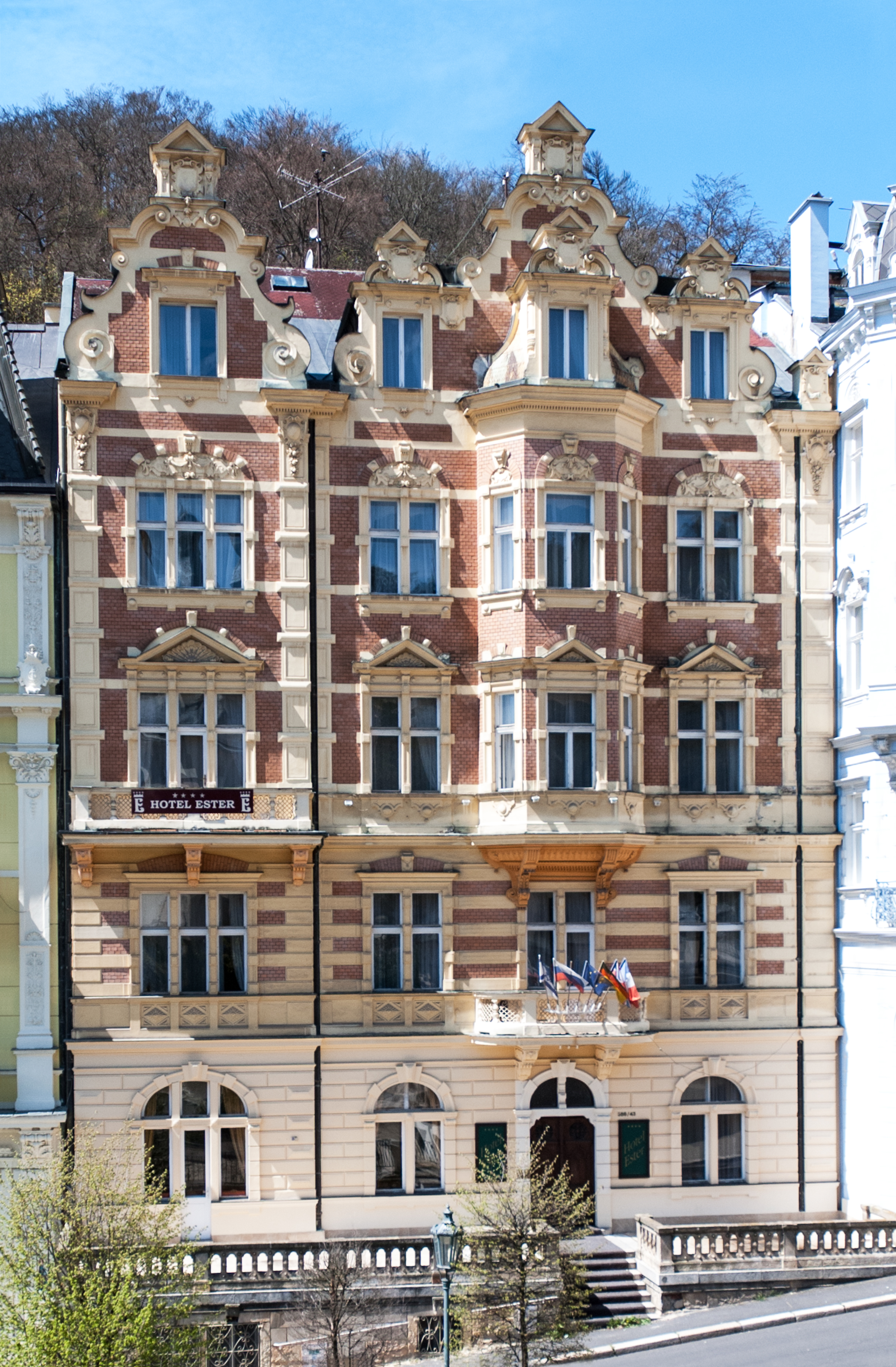
Dům Split v Karlových Varech (1897), projekt(?)
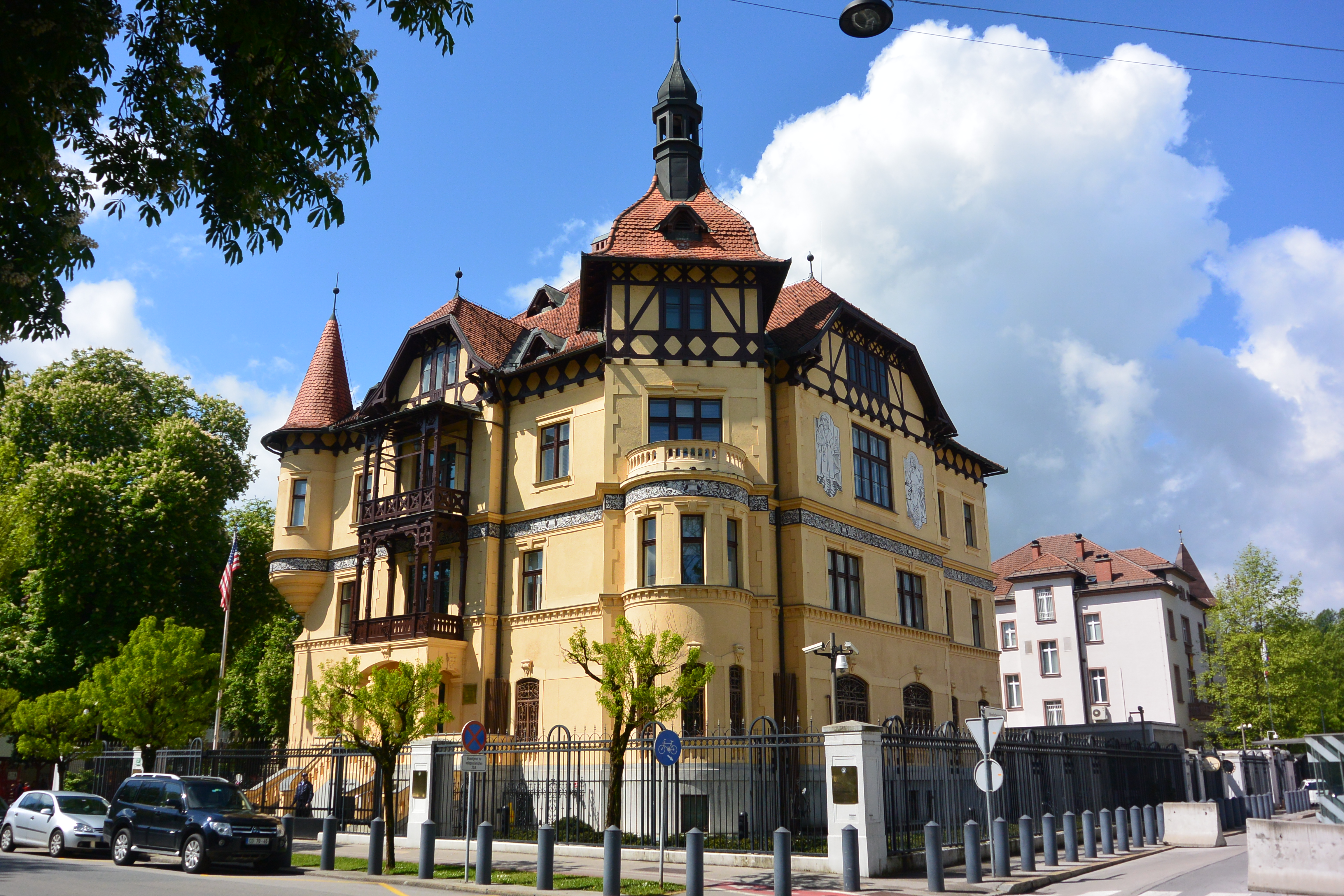
Vila Heinrich Wettach v Lublani (Americká ambasáda) (1897), projekt
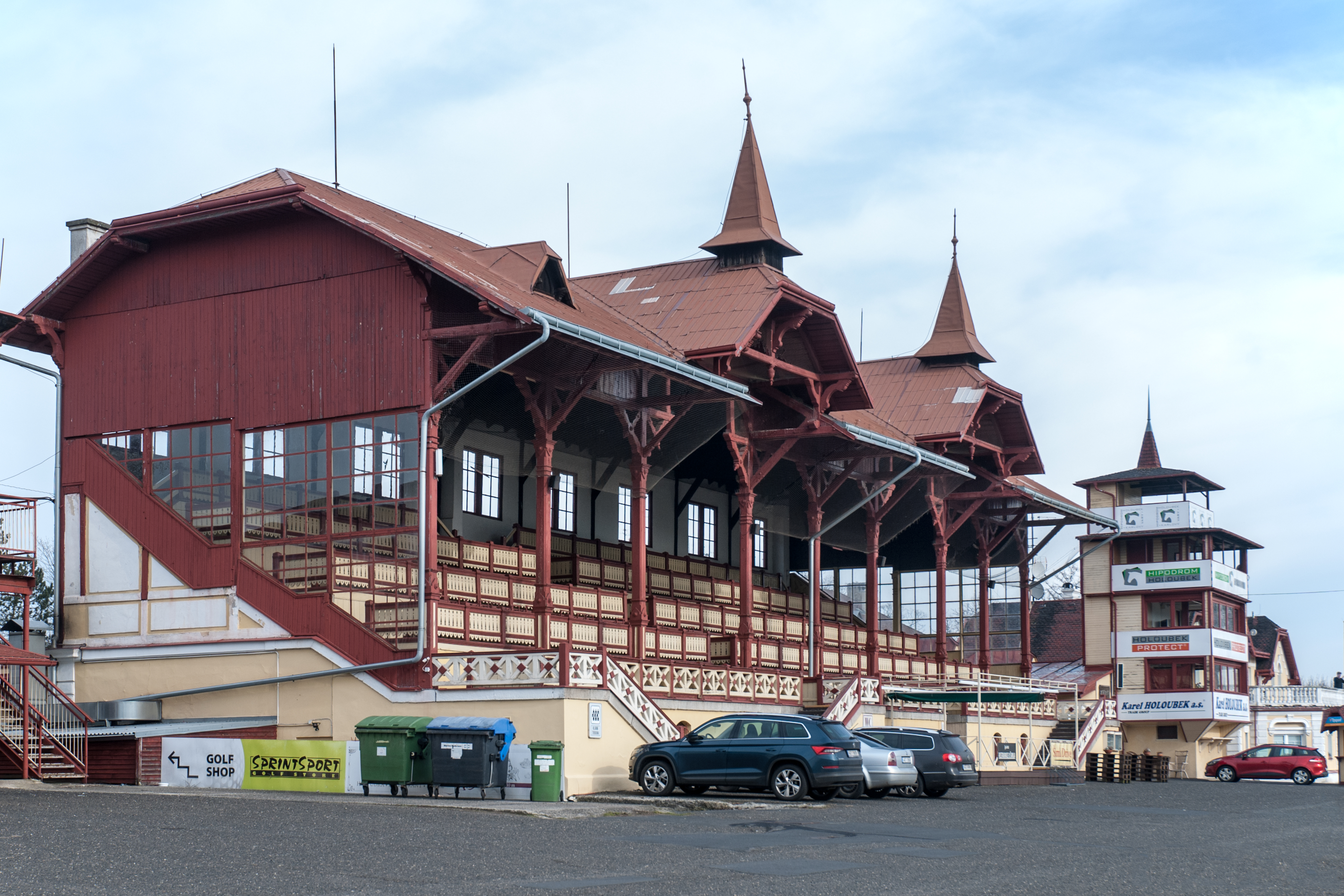
Hlavní tribuna Dostihového závodiště Dvory (1899), projekt
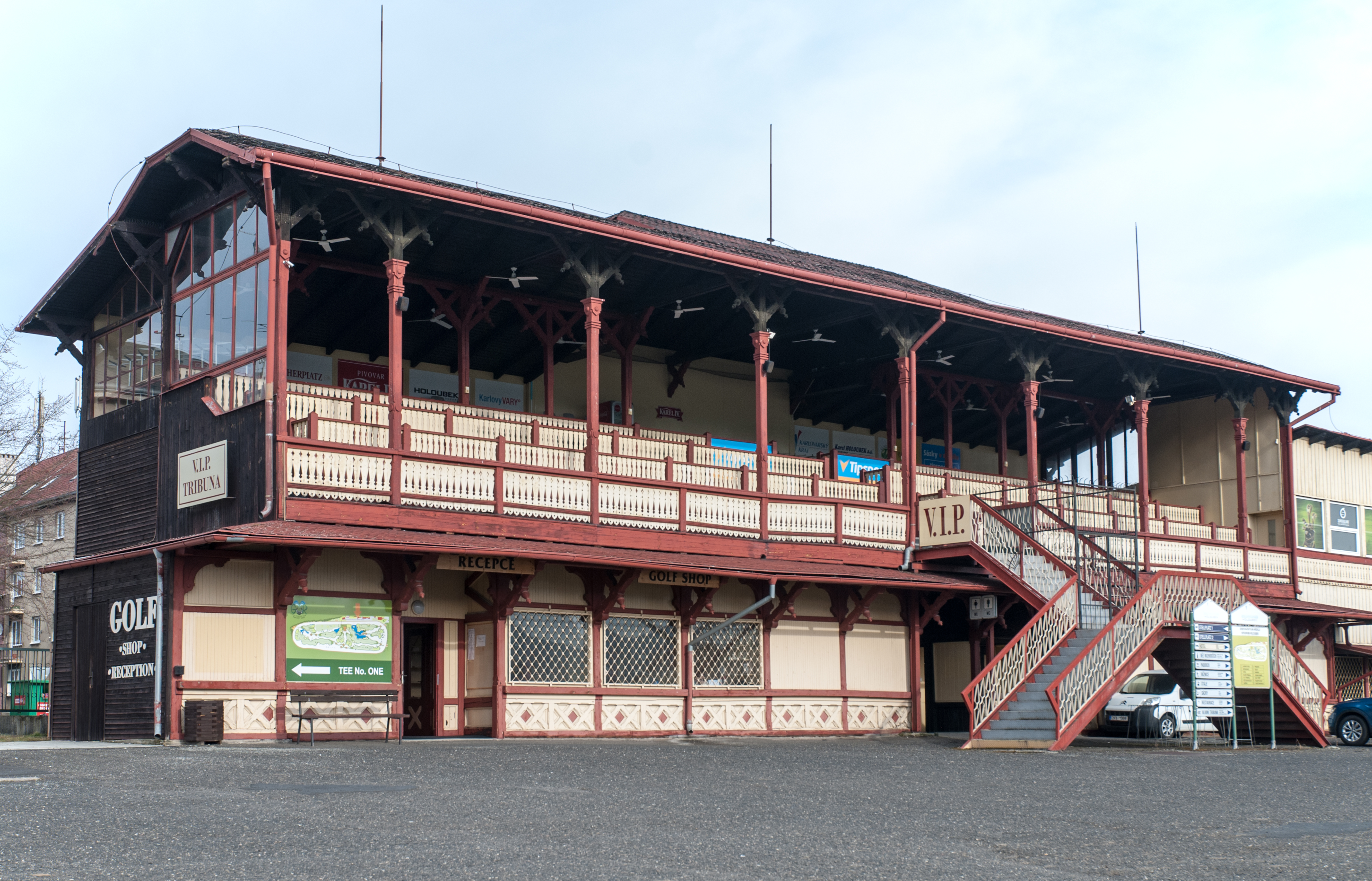
VIP tribuna Dostihového závodiště Dvory (1899), projekt
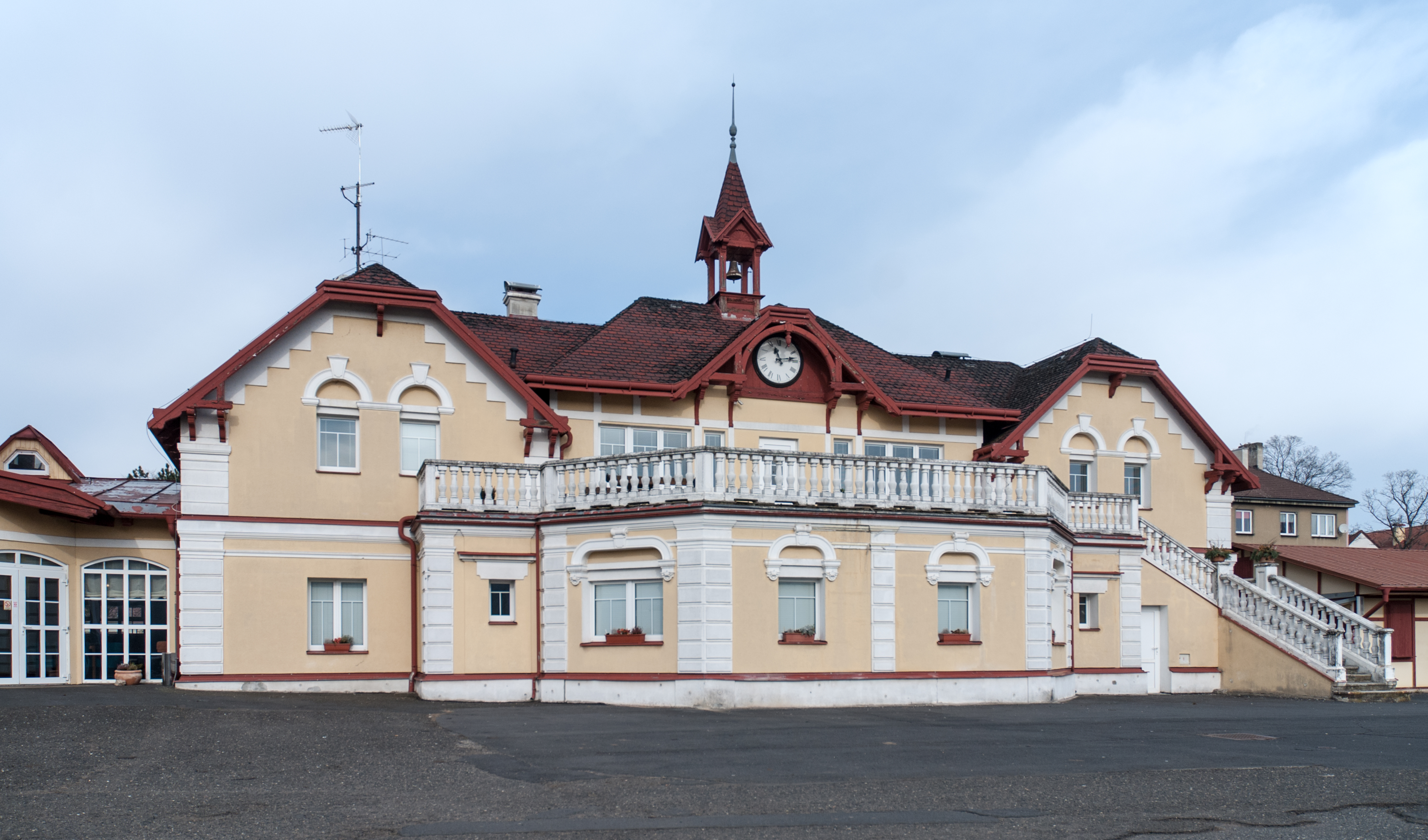
Vážnice a tribuna pro majitele koní, Dostihové závodiště Dvory (1899), projekt
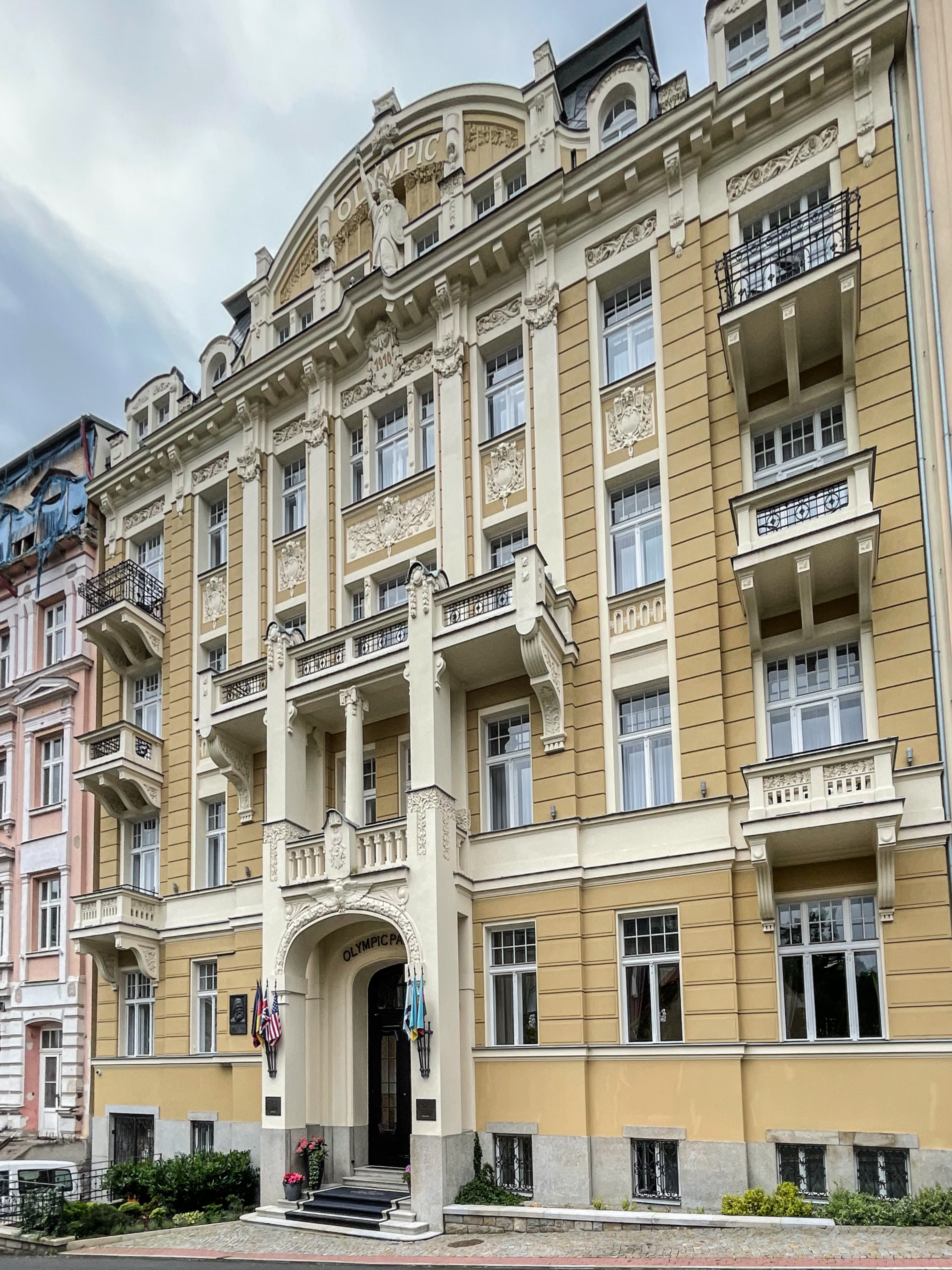
Dům Olympic Palace v Karlových Varech (1908?), dokončení projektu
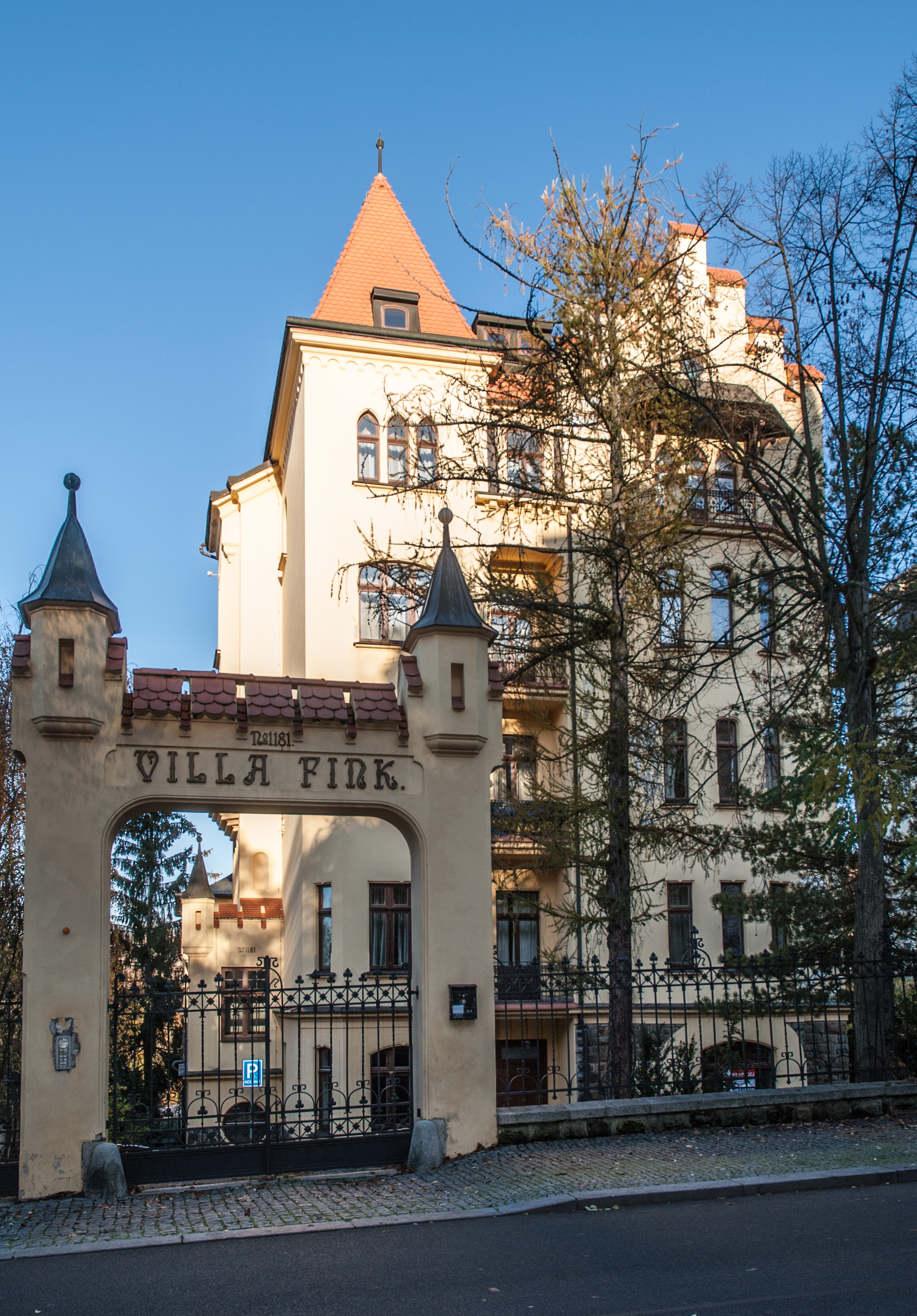
Vila Fink v Karlových Varech (1908–1909), projekt
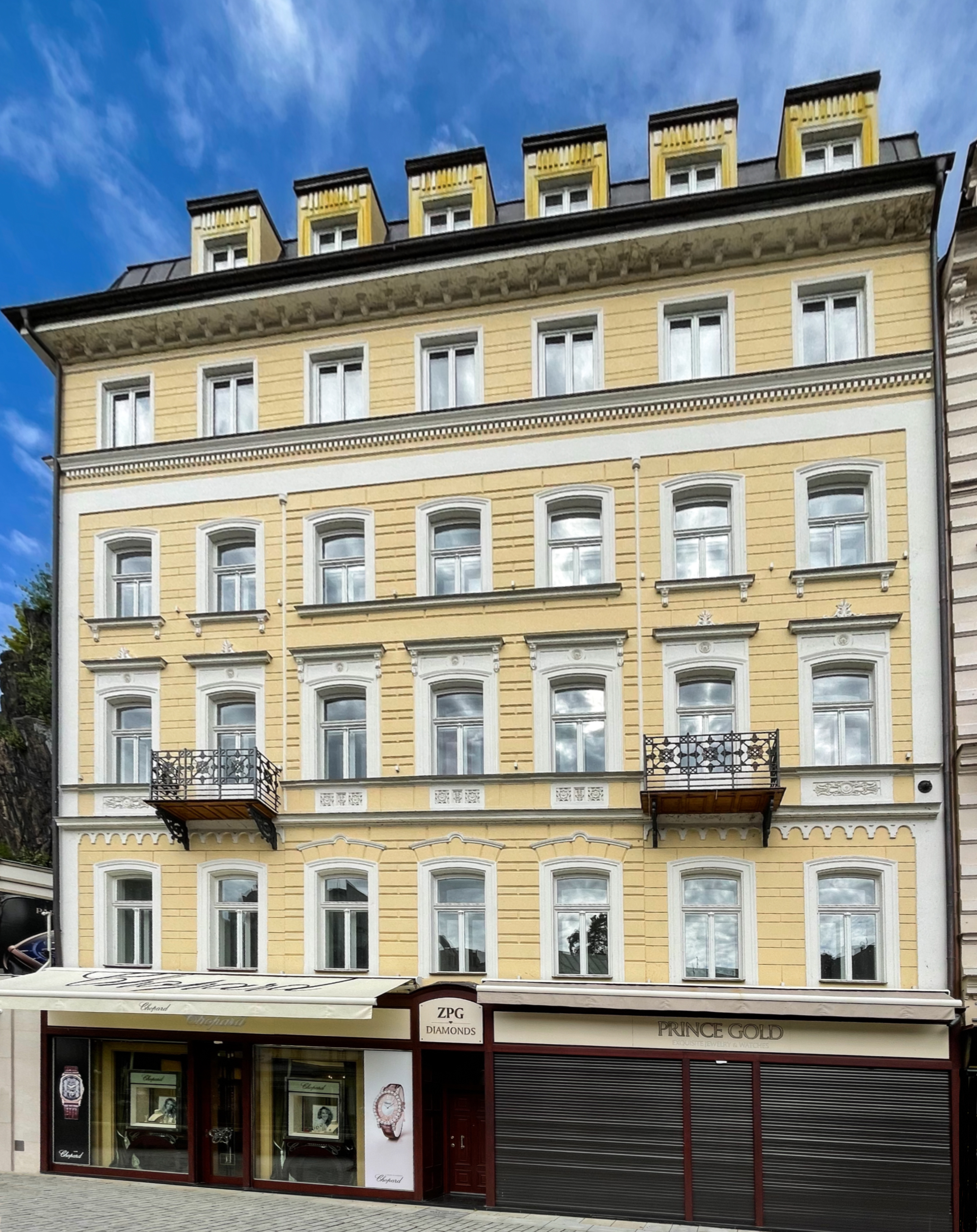
Dům Dalibor v Karlových Varech (1910), instalace elektrického výtahu fy Wertheim & Comp.
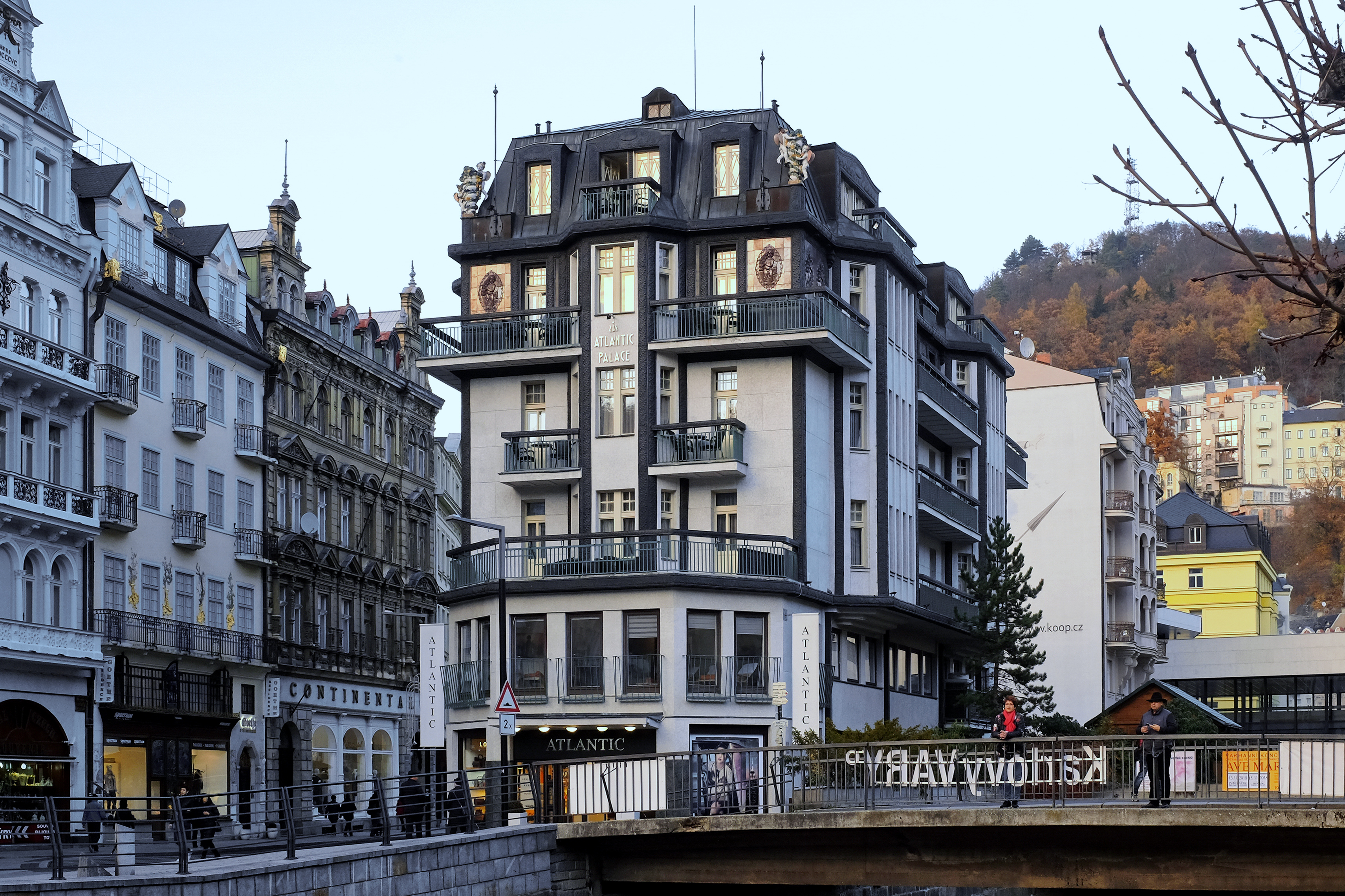
Hotel Atlantic v Karlových Varech (1912–1914), spolupráce na projektu
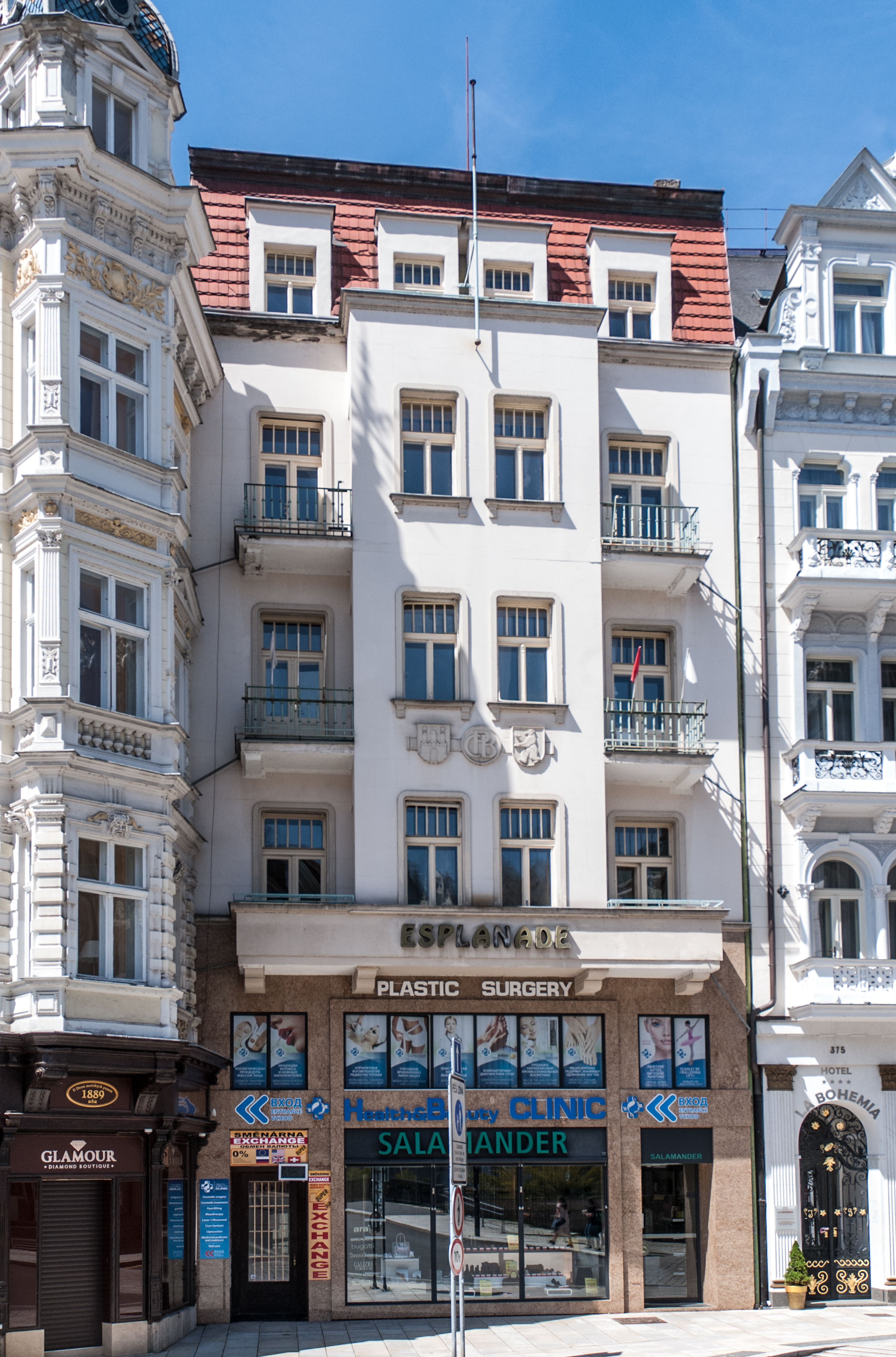
Dům Esplanade (1913), projekt
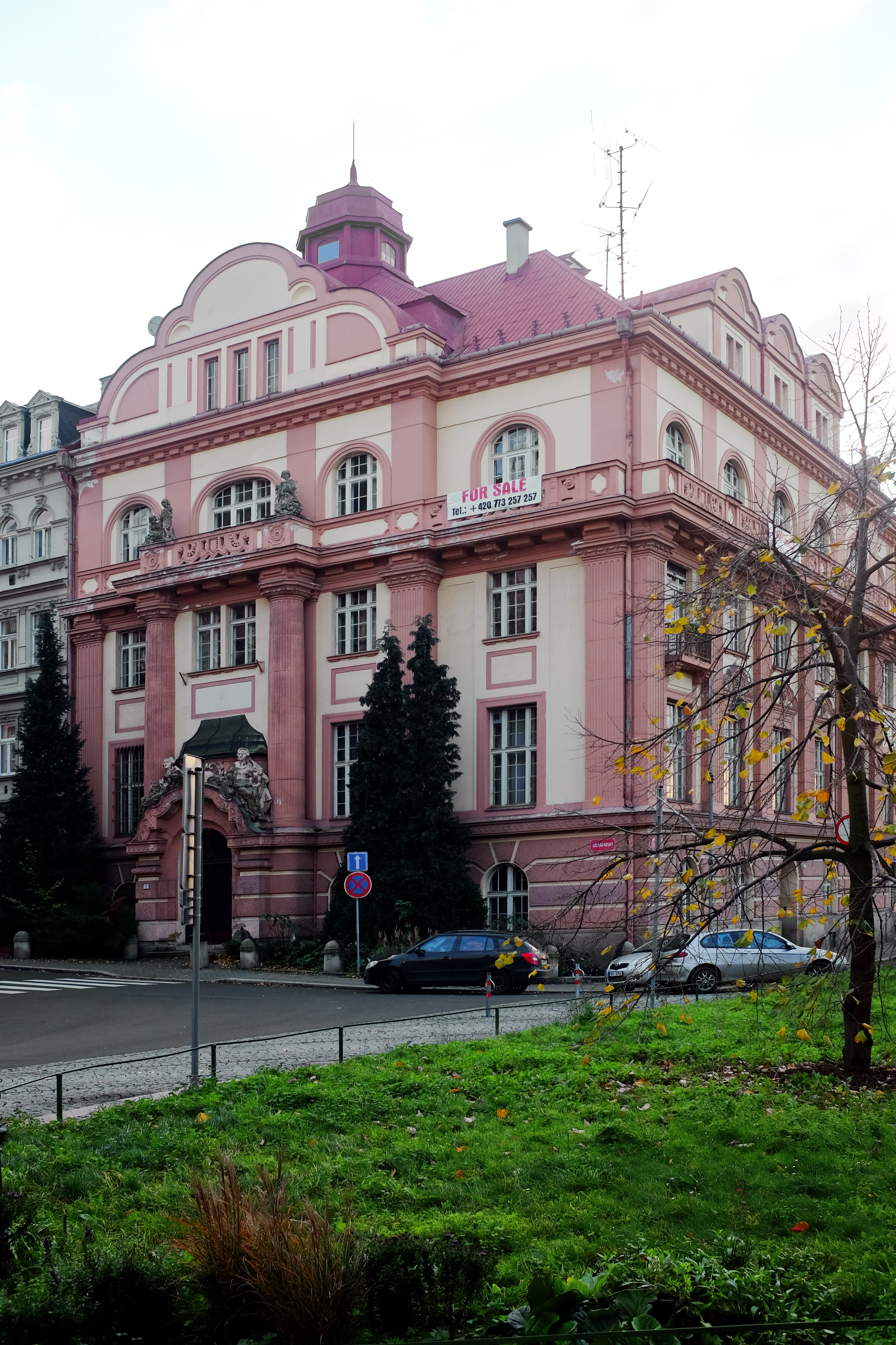
Budova Komerční banky v Karlových Varech (1912–1913), projekt(?)